# Pau Claris i Casademunt
Pau Claris i Casademunt   (Barcelona, 1 de gener de 1586 - Barcelona, 27 de febrer de 1641) fou un polític i eclesiàstic català i el 94è president de la Generalitat de Catalunya a l'inici de la Guerra dels Segadors. El 16 de gener de 1641 proclamà la República Catalana sota la protecció de França.
| «                                                                                                 | Castella, superba i miserable, no aconsegueix un petit triomf sense llargues opressions, pregunteu als seus habitants si viuen envejosos de l'afecció que tenim a la nostra llibertat i defensa […]. Què és el que us manca, catalans, si no és la voluntat? […] | » |
| — Discurs de Pau Claris, cridant a la revolta contra els exèrcits del Comte-duc d'Olivares (1640) | |   |

## Biografia

### Els anys de formació
De família paterna procedent de Berga, tant l'avi (Francesc) com el pare (Joan) foren destacats juristes a Barcelona. La seva mare era Peronella Casademunt. Pau fou el petit de quatre germans, dels quals destacà també el gran, Francesc, que fou jurista i exercí una forta influència sobre el seu germà. La família de Pau Claris formava part de la burgesia administrativa barcelonina i tingué un poder econòmic força elevat.
Hi ha un gran desconeixement dels estudis de Pau Claris; només se sap que es doctorà en dret civil i canònic a la Universitat de Barcelona i que estudià la carrera en el període comprès entre el 1604 i el 1612.
Pau Claris va ser nomenat beneficiat de la seu el 28 d'agost i canonge el 25 de setembre del 1612. Fou destinat a la diòcesi d'Urgell.

### Influència intel·lectual
En l'època de Pau Claris, a Europa treien el cap uns protonacionalismes del que posteriorment esdevindrien estats nació, encetant-se una guerra cultural per a fixar les respectives històries, a vegades diluint o tergiversant la història aliena. En aquest sentit, diversos erudits catalanoparlants s'adonen que els historiadors castellans, en escriure sobre la Història d'Espanya silencien la Corona catalanoaragonesa, amb especial accent en Jaume I, i assimilen Espanya amb Castella.
Pau Clarís coincidí i tingué relació confirmada amb un cercle d’erudits catalans que treballaren per evitar la dilució de la història catalana, entre els quals hi havia Rafael Cervera, Francesc de Montcada, Dídac de Rocabertí, Fabrici Ponç de Castellví, Felip Vinyes, Dídac de Montfar o Jeroni Pujades, Jaume Ramon Vila, i potser el comte de Guimerà, o l'Esteve de Corbera. Entre ells, es pot esmentar que l’historiador J.R. Vila indicà que s' estaven publicant Llibres d'historia amb «falcedats», i acusa l' E. de Garibay de «malícia» quan tracta de la nació i els reis catalans, i també criticà la feina d'en Zurita.
La majoria d’historiadors del cercle erudit barcelonès, així com nombrosos juristes que participaren en les polèmiques jurisdiccionals entre les institucions catalanes i la corona durant les dècades anteriors a 1640 (per exemple Joan Pere Fontanella, Pere Antoni Jofreu o Felip Vinyes en les disputes del jurament reial de l’any 1622), van fer seva la idea que els privilegis carolingis contenien els pactes fundacionals de la res publica catalana.

#### Relació o influència confirmada
- Francesc de Montcada: Segons l'historiador Joaquim Albareda, Francesc de Montcada va ser un dels principals mentors de Pau Claris en la seva formació política i intel·lectual. Montcada, que va ser president de la Generalitat entre 1596 i 1599, era un ferm defensor dels drets i llibertats de Catalunya i va influir en la visió política de Claris.[8]
- Dídac de Rocabertí: Dídac de Rocabertí, bisbe de Girona i destacat membre del clergat català, va tenir una relació propera amb Pau Claris. Tots dos van compartir la preocupació per la defensa dels interessos de l'Església catalana i van col·laborar en diverses iniciatives.[8]
- Jeroni Pujades: Jeroni Pujades, historiador i canonge de la Seu d'Urgell, va ser un dels intel·lectuals més influents de l'època de Pau Claris. Pujades, autor de la "Crònica universal del Principat de Catalunya", va promoure la recuperació de la memòria històrica de Catalunya i va defensar la necessitat de preservar les seves institucions i tradicions.[8]

#### Relació o influència possible, o indirecta
- Rafael Cervera: Rafael Cervera, jurista i polític català, va ser contemporani de Pau Claris i va compartir amb ell la defensa dels drets de Catalunya. És molt possible que Cervera hagués influït en el pensament de Claris a través dels seus escrits i accions polítiques.[9]
- Felip Vinyes va ser un personatge ambigu entre les institucions catalanes i la corona espanyola, per qui finalment prendria partit.[10]

- Jaume Ramon Vila va tindre una intensa relació intel·lectual amb el també historiador Jeroni Pujades,[11] que alhora va ser mentor de Pau Claris.[7] Alhora, possiblement la família Claris era propietària de Can Claris, a Badalona, no gaire lluny del monestir de Sant Jeroni de la Murtra, on vivia Jaume Ramon Vila.

### La carrera política

#### Els inicis a les Corts de Barcelona (1626)
El 1626, Pau Claris va ser elegit representant del braç eclesiàstic a les Corts de Barcelona, que es van obrir el 28 de març. Aquestes Corts van estar marcades per una gran tensió, que ja venia del 1621, quan el nou rei d'Espanya, Felip IV, no va voler jurar les Constitucions de Catalunya en morir el seu pare, Felip III. Aquest fet va generar un precedent de conflicte entre la monarquia i les institucions catalanes.
Els principals motius de desacord entre els braços catalans i la monarquia de Felip IV van ser tres:
1. La qüestió dels quints: un impost que obligava les ciutats del Principat a pagar una cinquena part dels seus impostos anuals a la corona.
2. El problema de l'Observança: una constitució de 1481 que exigia el compliment del dret català per part dels oficials reials.
3. La voluntat de la monarquia de frenar els privilegis de la Inquisició a Catalunya.

El braç eclesiàstic, en aquesta ocasió, no va adoptar una actitud submisa davant la monarquia. La pressió fiscal, que l'havia deixat exhaust econòmicament, i el malestar anticastellà que provocaven els continus nomenaments de bisbes castellans per a les diòcesis catalanes generava un gran malestar entre el clergat català, que se sentia discriminat i marginat per la monarquia.
El punt culminant d'aquesta tensió va ser l'abandonament de la sala de sessions per part dels capítols catedralicis el 3 de maig. Aquest abandonament va ser una resposta a la voluntat de la monarquia de sotmetre a votació la concessió de 3.300.000 ducats per al rei. La resposta del rei va ser marxar immediatament cap a Madrid, evidenciant la profunda divisió entre la monarquia i les institucions catalanes, i va marcar un punt d'inflexió en les relacions entre ambdues parts.

#### La represa de les Corts i l'emergència dels juristes catalans (1632)
Les Corts no es van reprendre fins al 1632, i ho van fer amb els mateixos diputats que el 1626. En aquesta ocasió, va quedar encara més clara la rebel·lia contra la corona espanyola d'una brillant generació de juristes catalans, encapçalats per Joan Pere Fontanella. Aquests juristes van presentar batalla jurídica contra dos nous motius de conflicte, evidenciant la voluntat dels juristes catalans de defensar les institucions catalanes davant les pretensions de la corona:
1. El dret dels consellers a romandre coberts davant la presència reial.
2. La mecànica de la insaculació, un sistema d'elecció de càrrecs de la Generalitat en què es disputava la facultat dels braços per proveir aquests càrrecs sense la necessitat del consentiment del rei.

El 1632, Claris va ser nomenat pel seu braç per tractar el tema de la insaculació, i el 15 de juliol els estaments van nomenar divuit persones, la Divuitena, que exerciria el paper de Consell Executiu. Aquesta decisió va reforçar el paper de la Generalitat com a organisme de govern i va consolidar el seu poder davant la monarquia.

#### Els aldarulls de Vic (1634)
L'episodi polític més destacat d'aquest període de la vida de Claris va ser, sens dubte, els anomenats «aldarulls de Vic». Aquests van ser una resposta a la concessió papal al rei d'Espanya d'una dècima sobre les rendes de l'Església a Espanya, que serviria per ajudar econòmicament a la corona. El malestar popular va esclatar amb virulència a la diòcesi de Vic, sota el lideratge de l'ardiaca vigatà Melcior de Palau i Boscà i el suport  de dos canonges d'Urgell: Jaume Ferran i el mateix Pau Claris. Aquesta revolta posà de manifest el profund malestar existent a la societat catalana per la pressió fiscal i la política de la monarquia.
El segrest de la propietat eclesiàstica de Vic per part de la Reial Audiència va provocar manifestacions i amenaces de subversió durant la primavera i l'estiu del 1634. Malgrat les pressions del bisbe de Girona, el Consell d'Aragó només va gosar empresonar un diaca dissident, Pau Capfort. Finalment, el conflicte es va apaivagar quan es va acordar retardar el pagament de l'impost fins al novembre.
Aquests fets van evidenciar la debilitat de la monarquia per fer front al malestar social i la capacitat de la societat catalana per mobilitzar-se en defensa dels seus interessos.

#### Els concilis eclesiàstics de Tarragona (1630 i 1636)
Pau Claris va assistir als concilis eclesiàstics provincials de Tarragona dels anys 1630 i 1636. En el de 1636, amb el suport del bisbe de Tortosa, el castellà Justino Antolínez de Burgos y de Saavedra, es va aconseguir que totes les prèdiques del Principat fossin en català, esdevenint un pas important en la defensa de la llengua catalana, i posant de manifest la voluntat del clergat català de preservar la  identitat cultural.

### La presidència de Pau Claris a la Generalitat (1638-1640)

#### L'elecció de Claris i els nous conflictes amb la monarquia
El 22 de juliol del 1638, Pau Claris va ser elegit diputat eclesiàstic per a la Diputació del General, també coneguda com a Generalitat de Catalunya. Els altres membres elegits amb Claris van ser Jaume Ferran (també canonge d'Urgell), Rafael Antic i Rafael Cerdà com a oïdors del braç eclesiàstic, militar i reial, respectivament, i Francesc de Tamarit i Josep Miquel Quintana com a diputats dels braços militar i reial. Aquesta elecció va refermar el poder dels catalanistes dins de la Generalitat i obrí un nou període de conflicte amb la monarquia.
Com a diputat eclesiàstic, Claris va passar a presidir les sessions de la Generalitat. Segons l'historiador John H. Elliott, Dalmau de Queralt i de Codina, duc de Santa Coloma, i nou virrei de Catalunya, va intentar endebades subornar Claris i Tamarit, considerats personatges incòmodes per la seva ferma defensa dels interessos catalans.

#### La Generalitat davant la crisi econòmica i el conflicte amb la corona
Pau Claris es va trobar amb una Generalitat amb greus problemes econòmics, fruit d'anys de mala gestió, i agreujats pel conflicte amb la corona espanyola. La monarquia havia acusat la Generalitat de contraban a causa de l'incompliment dels edictes dels anys 1635 i 1638, que prohibien el comerç amb França a causa de la Guerra dels Trenta Anys. Aquesta situació va generar una gran tensió entre la Generalitat i la monarquia, i va posar de manifest la manca de recursos econòmics de la Generalitat per fer front a les seves responsabilitats.

#### Escalada del conflicte i pressió fiscal
La intervenció de l'agutzil Mont-rodon, per ordre del virrei, als magatzems de Mataró i Salses va desencadenar un nou conflicte, en el que el jurista Joan Pere Fontanella va tenir un paper destacat en la defensa de les tesis dels diputats de la Generalitat. Tot i que la ciutat de Barcelona va mostrar inicialment reticències, finalment donà suport als diputats el 1639. Hi influí molt la decisió de la corona d'instaurar una recaptació general a Catalunya de 50.000 lliures anuals per als anys 1639 i 1640, un impost que va ser vist com un atac directe a la societat catalana, generant un gran malestar.

#### La política del comte-duc d'Olivares i la represa del conflicte bèl·lic

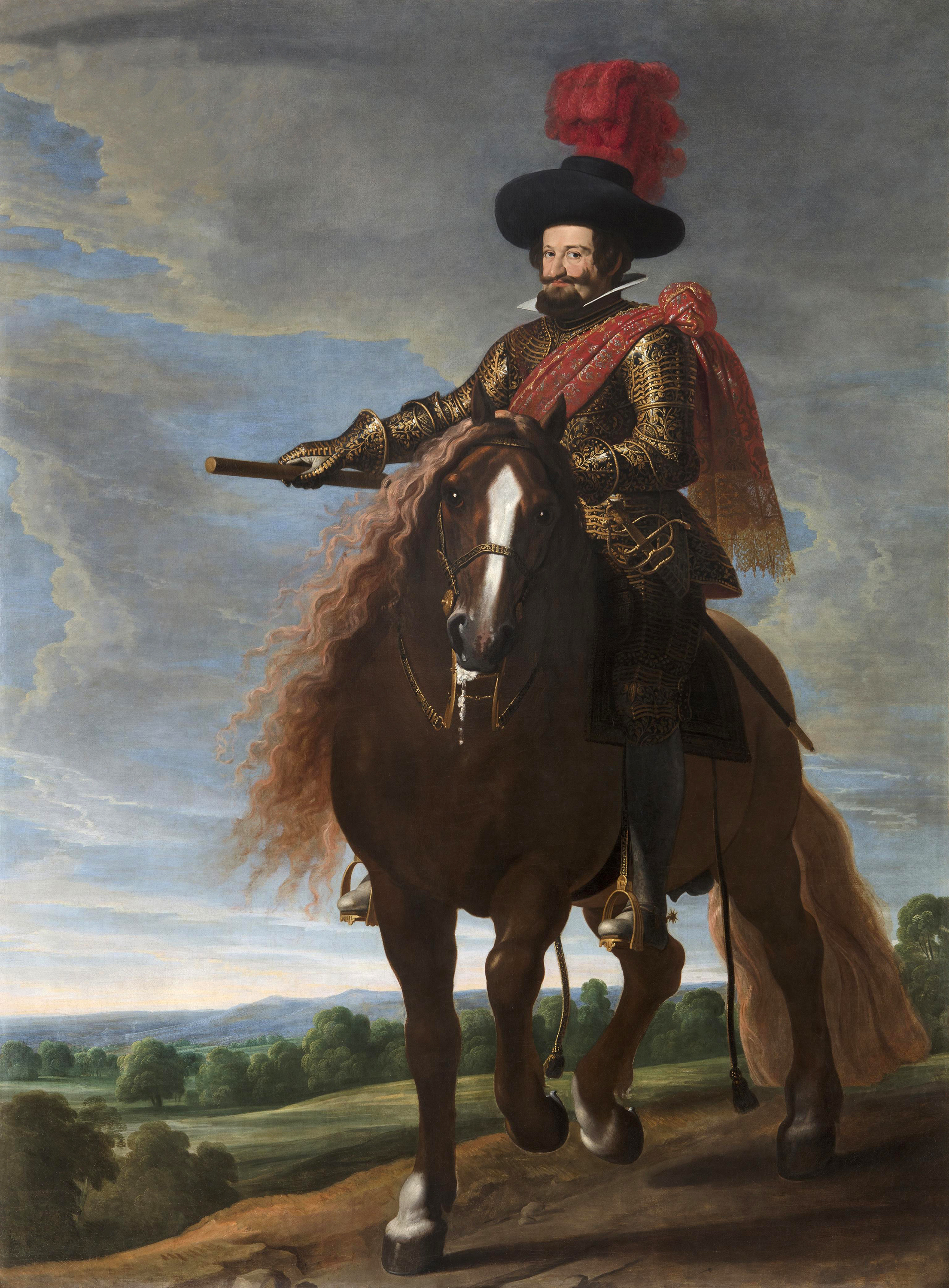
Gaspar de Guzmán y Pimentel. Comte-duc d'Olivares

Darrere d'aquesta nova pressió recaptatòria, hi havia la voluntat del privat de Felip IV, el comte-duc d'Olivares, d'incorporar tots els territoris de la corona espanyola a l'esforç econòmic per sufragar les despeses de la Guerra dels Trenta Anys, que ja havia devastat Castella, immersa de feia anys en el projecte expansionista i centralitzador de la corona. Catalunya mai no havia sentit aquest conflicte com a propi, ja que tenia arrels expansionistes i els catalans no n'esperaven cap benefici.
Sembla que el comte-duc d'Olivares, per contrarestar aquesta situació, va voler expandir el conflicte des de Catalunya, amb el resultat que el 19 de juliol del 1639, els francesos van assetjar i prendre el castell de Salses, al Rosselló. Aquest fet va ser un cop dur per a la monarquia hispànica i va evidenciar la vulnerabilitat del territori català.
Es va iniciar llavors una dura pugna entre el comte-duc d'Olivares i la Generalitat perquè aquesta incrementés el seu esforç en la guerra. Finalment, els diputats van accedir a enviar Francesc de Tamarit al capdavant d'una lleva de soldats per recuperar el castell de Salses, cosa que es va aconseguir el dia de Reis del 1640. Però el cost en vides i en diners per al país va ser tan gran que la situació es va tornar explosiva, amb una tensió i malestar social que seria el preludi de la Guerra dels Segadors.

##### La Unió d'armes i les fallides econòmiques de l'Imperi espanyol
L'ascendència del Comte-duc d'Olivares vers un estat centralista causà la revolta dels Segadors a Catalunya i la Guerra de restauració portuguesa, en aplicar-hi l'anomenada Unió d'armes. En aquell moment l'Imperi espanyol menat per Castella venia de cinc fallides econòmiques, el 1557, el 1575, el 1596, el 1607, i e 1627, atès que es gastava més en guerres que no riqueses conseguides a les colònies americanes i al mateix Regne de Castella (on anteriorment a la fallida de 1557 hi havia hagut la revolta de les Comunitats castellanes en protesta per la fiscalitat), pel que la Unió d'Arnes Comte-duc d'Olivares en realitat cercava fonts de finançament alternatives.

### La Guerra dels Segadors
Article principal: Guerra dels Segadors

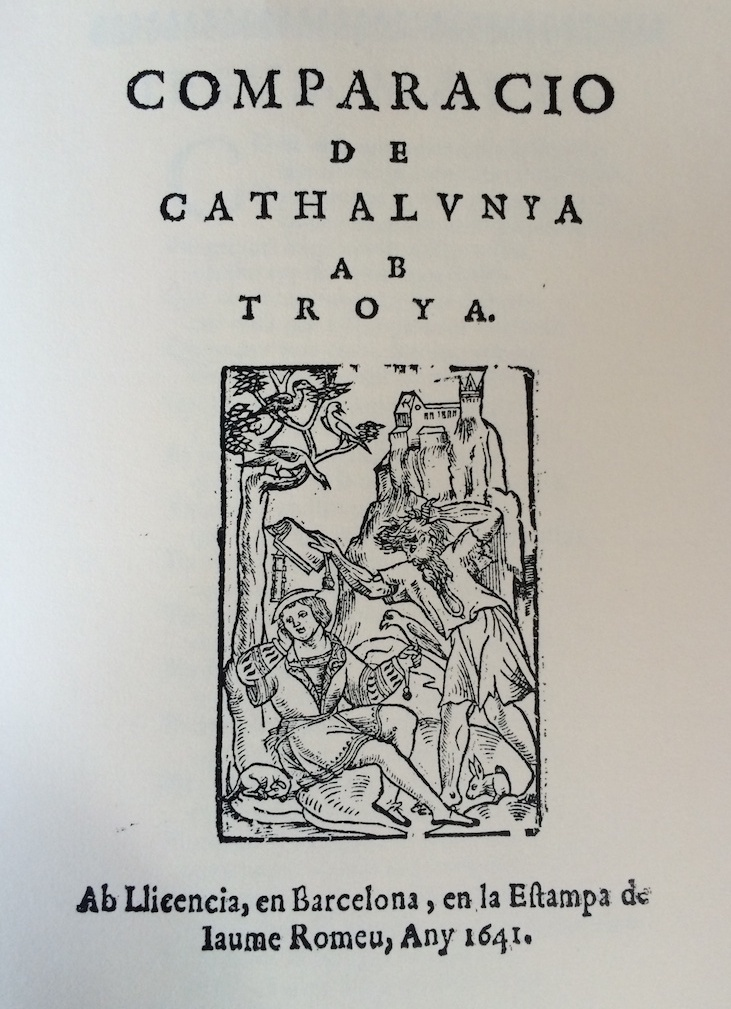
Escrit anònim: Comparació de Catalunya amb Troia

Tot i que la data d'inici dels contactes amb França, que acabarien amb la formació d'una aliança catalanofrancesa enfrontada a la corona espanyola i que donaria lloc a la denominada Guerra dels Segadors o Guerra de separació de Catalunya, continua sent motiu de controvèrsia entre els historiadors; sembla que podrien haver començat ja el mes de maig del 1640. Pau Claris havia convocat les corts generals el 10 de setembre de 1640, però paral·lelament i sense consultar les ciutats, hauria començat els contactes amb els francesos.

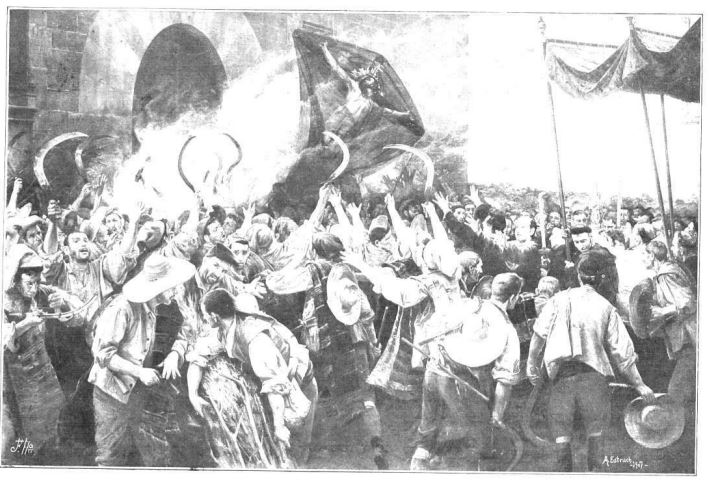
El Corpus de Sang, d'Antoni Estruch

El 7 de setembre de 1640, els representants de la Generalitat de Catalunya, Francesc de Tamarit, Ramon de Guimerà i Francesc de Vilaplana, nebot de Claris, van signar un primer pacte de Ceret amb Bernard Du Plessis-Besançon, delegat per Armand Jean Du Plessis de Richelieu (el cardenal Richelieu) en representació de Lluís XIII de França, pel qual Catalunya havia de rebre suport militar destinat a fer front a l'ofensiva castellana manada pel comte-duc Olivares, que ja havia decidit intervenir a Catalunya. Hom creu que davant la pressió militar castellana, Claris es veié progressivament impulsat a acceptar a contracor les pressions franceses per les quals Catalunya se separaria de la monarquia hispànica i quedaria constituïda com a república lliure sota la protecció del rei francès.
L'assumpció personal del poder per Claris des del setembre del 1640 sembla que va ser total. Fou ell qui va convocar la Junta General de Braços, que s'erigí en la institució rectora de la nova situació oficialitzant la secessió i els compromisos amb França i emetent deute públic per finançar les despeses militars.
El 20 d'octubre de 1640 entrava a Barcelona Du Plessis-Besançon i, uns dies després, se signava el primer pacte de confraternitat i ajut militar de França a Catalunya, pel qual França es comprometia a defensar el Principat.

#### Antecedents
A les institucions catalanes segurament es tenia en compte l'antecedent de les Alteracions d'Aragó, l’entrada de l’exèrcit reial i el forçat ajustament cons-titucional de les Corts de Tarazona del 1592, atès que foren uns episodis que impactaren als membres de la classe dirigent catalana. Segons el Dietari de Jaume Ramon Vila, Felip II s’havia comportat com un rei cruel i sanguinari que havia ordenat múltiples decapitacions, demolicions de cases, confiscacions de béns, empresonaments, etc. Ademés, a les Corts de Tarazona del 1592, amb el suport de la força del seu exèrcit, va fer «las leyes y fueros a són plaer y gust», acabant amb la «grandesa dels aragonesos»

#### La posició de l'Església
Tot i que les ordres religioses feren costat a la monarquia, hagué propagandistes religiosos, fet que indignà a Felip IV. Possiblement a causa d'això, des del Vaticà, el prepòsit general, P. Vitelleschi, manà als jesuites que s'abstinguessin d'aprovar la revolta, indicant que calia que tot-hom tornès a sotmentre's al «rei catòlic».

#### El paper de França i del Cardenal Richelieu

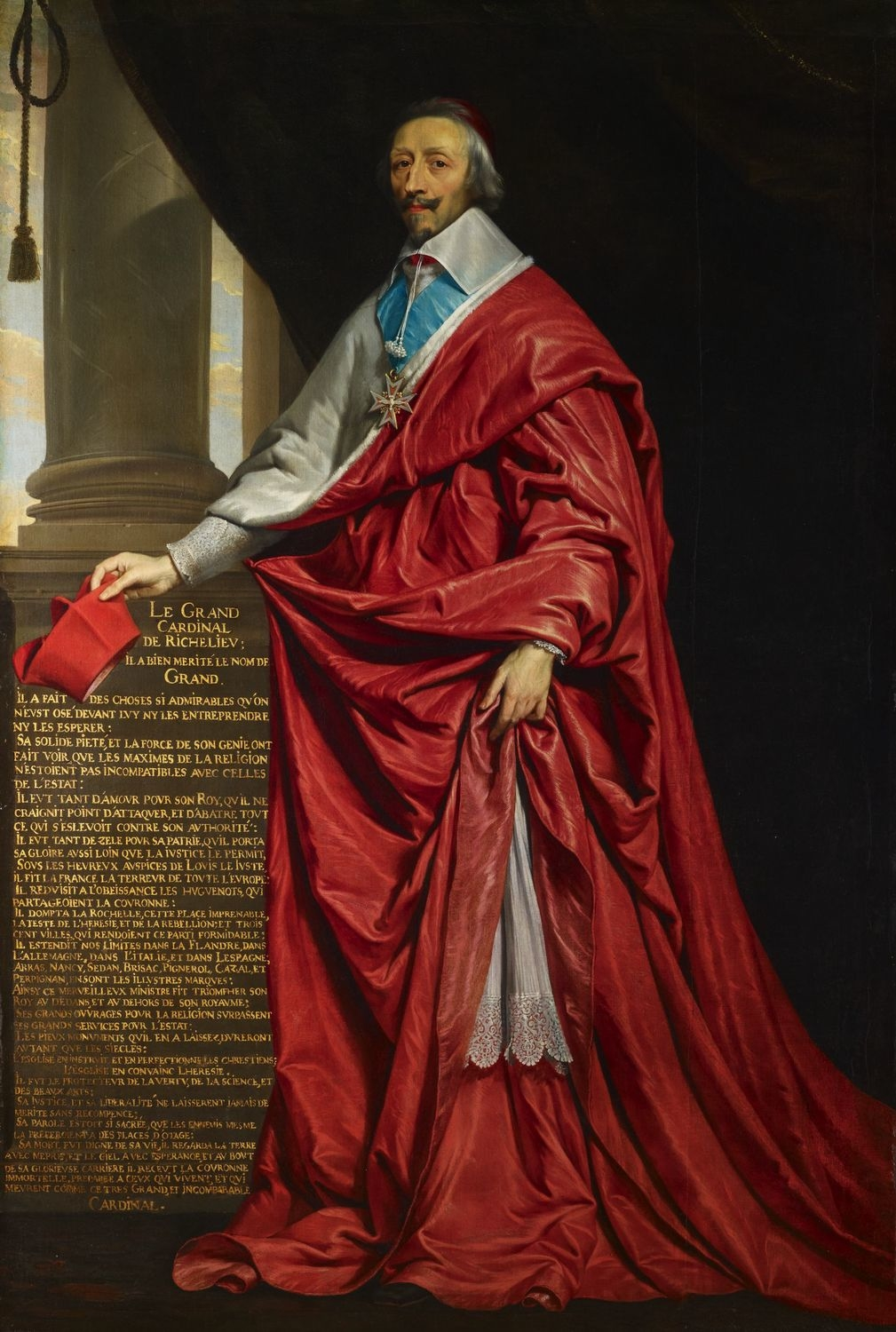
El cardenal Richelieu

Les relacions internacionals i la diplomàcia van tenir un paper crucial en el desenvolupament de la Guerra dels Segadors, i com les accions de figures com el Cardenal Richelieu van tenir conseqüències que van transcendir el marc temporal immediat del conflicte.El Cardenal Richelieu va desenvolupar una política estratègica vers Catalunya que s'emmarcava en el seu objectiu més ampli de debilitar la monarquia hispànica i enfortir el poder de França a Europa. La seva intervenció es va materialitzar a través de diverses accions concretes i documentades:

##### Accions diplomàtiques i militars
La política de Richelieu es va desenvolupar en diverses fases:
1. El 1640 va signar el Pacte de Ceret amb els representants catalans, comprometent-se a respectar les institucions i lleis catalanes a canvi del seu suport contra Espanya.
2. Va proporcionar suport militar i financer als catalans durant la seva revolta, una ajuda que va resultar crucial per a la proclamació de la República Catalana.
3. Després de la mort de Pau Claris el 1641, va intensificar la presència militar francesa a Catalunya per consolidar el seu poder i combatre les forces espanyoles.
4. Va promoure activament la creació d'una república catalana independent sota la protecció de França, una decisió estratègica per debilitar Espanya.

##### La carta a Pau Claris
Un document històric especialment significatiu és la carta que Richelieu va enviar a Pau Claris el 26 de gener de 1641. En aquesta missiva, el Cardenal:
- Expressava el seu suport explícit a la Generalitat de Catalunya
- Reconeixia la legitimitat de les institucions catalanes
- Defensava la necessitat de protegir els privilegis i llibertats catalans
- Encoratjava els catalans a continuar la seva lluita per la independència
- Prometia l'ajuda de França en el conflicte contra la monarquia hispànica

##### Les xarxes d'influència franco-catalanes
No es pot descartar que durant aquest període diversos intel·lectuals catalans, com ara els historiadors Jeroni Pujades i Jaume Ramon Vila, tinguessin contactes amb la cort francesa, creant una xarxa d'influències que va facilitar les relacions entre ambdós territoris.

##### Conseqüències històriques
Les accions de Richelieu i la política francesa van tenir un impacte durador en la història de Catalunya:
- Van contribuir decisivament a la consolidació inicial de la República Catalana[27]
- Van enfortir el poder de França a la regió
- Van generar tensions i conflictes entre catalans i francesos
- Van culminar amb la caiguda de Barcelona en mans franceses el 1652
- Van portar a una política d'integració progressiva dels territoris catalans dins la monarquia francesa, continuada pel successor de Richelieu, el Cardenal Mazzarino.

#### La propaganda anticatalana durant la Guerra dels Segadors

##### Context històric i objectius
En el context de la Guerra dels Segadors, el Comte-duc d'Olivares va esdevenir el principal impulsor de la propaganda anticatalana, perseguint dos objectius fonamentals:
- Justificar la repressió contra Catalunya, presentant els catalans com a rebels i traïdors per legitimar l'ús de la força militar.
- Reforçar el poder de la monarquia, aprofitant la guerra per centralitzar el poder i reduir l'autonomia de Catalunya.

##### Estratègies i recursos propagandístics
La propaganda anticatalana va utilitzar diversos mecanismes que es poden classificar en tres categories principals:
- Difamació: Difusió sistemàtica de rumors i acusacions falses contra els catalans, presentant-los com a persones violentes, ingrates i poc fiables.
- Caricatures: Creació d'imatges burlesques dels catalans, ridiculitzant els seus costums i la seva cultura.
- Obres literàries: Producció de poemes, cançons i obres de teatre que ridiculitzaven els catalans i exaltaven la figura del rei.

##### La literatura com a "arma"

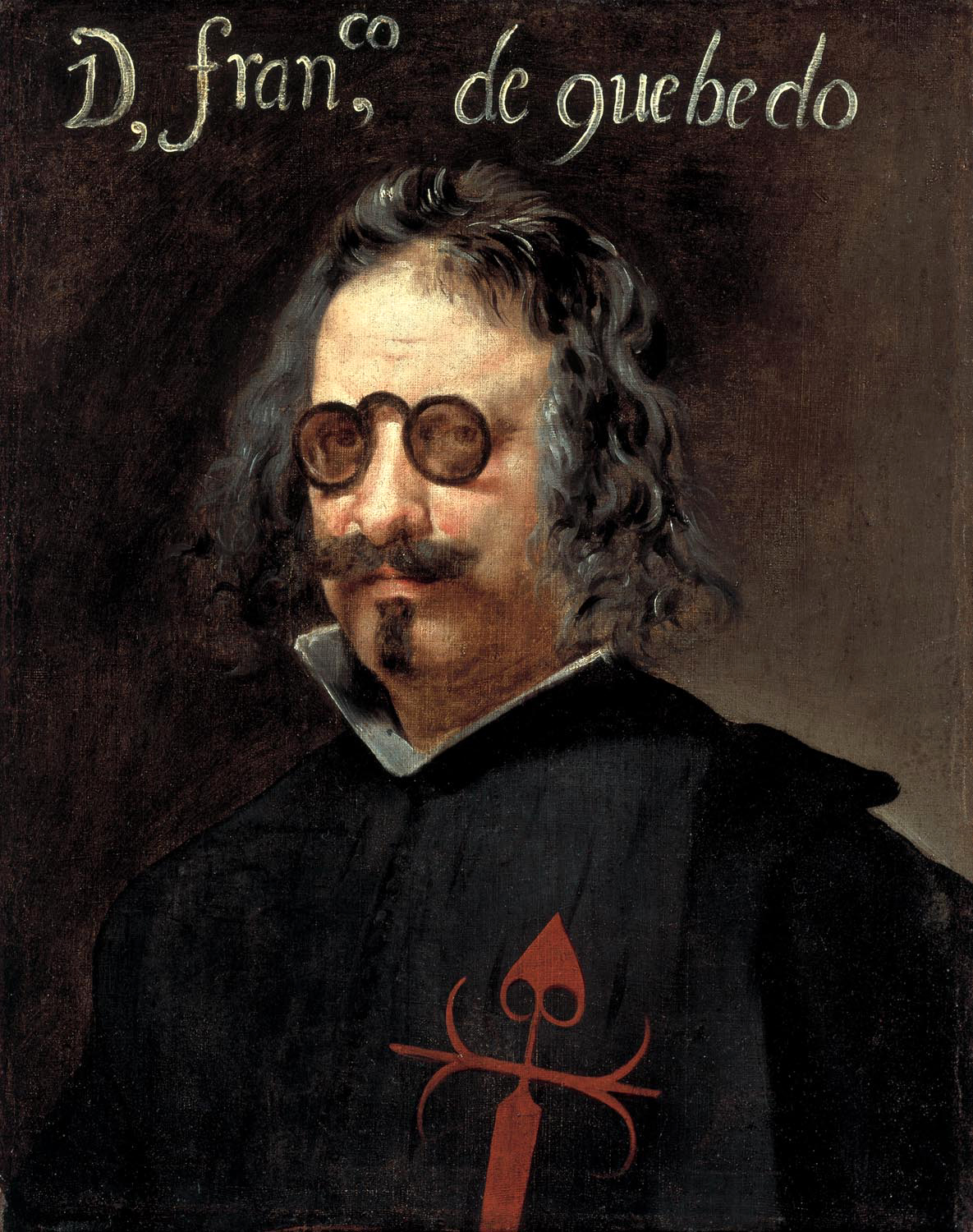
Francisco de Quevedo

La literatura durant aquest període no va ser només un reflex dels esdeveniments, sinó una eina activa per influir en l'opinió pública. Els principals autors que van participar en aquesta campanya van ser:
- Francisco de Quevedo: Principal exponent de la propaganda anticatalana, va utilitzar la seva reconeguda capacitat satírica en obres com "A un catalán" (1641).
- Calderón de la Barca: Va escriure diverses obres de teatre, incloent-hi l'auto sacramental "La rebelión de Cataluña" (1641), que glorificaven la monarquia i presentaven els catalans com a rebels.
- Diego de Saavedra Fajardo: En la seva obra "Idea de un príncipe político cristiano" (1640), va defensar la necessitat de reforçar el poder central i va criticar la desobediència dels catalans.
- Baltasar Gracián: Va abordar el conflicte des d'una perspectiva més filosòfica, reflexionant sobre el poder, la prudència i la necessitat de mantenir la unitat de la monarquia.

##### Impacte i conseqüències
La campanya propagandística va tenir efectes profunds i duradors: Va crear un sentiment anticatalà que va perdurar més enllà del conflicte mateix, va servir per legitimar les mesures repressives adoptades per la monarquia contra Catalunya, i va contribuir a la construcció d'una determinada visió de la identitat nacional espanyola.
Tot i això, cal assenyalar que, malgrat la seva adhesió a la causa monàrquica, molts dels autors esmentats van mantenir una visió crítica de la guerra en si mateixa. Van expressar el seu dolor pel patiment que ocasionava i van manifestar un desig de reconciliació, cosa que suggereix una complexitat en el seu pensament que va més enllà de la simple propaganda.

### Catalunya, república
El 24 de novembre de 1640, l'exèrcit castellà del marquès de Los Vélez va entrar a Catalunya pel sud, iniciant una veritable invasió. Davant l'avanç imparable de les tropes castellanes, Pau Claris va reaccionar ràpidament, i el 23 de desembre, va fer una crida al sometent, i va declarar la guerra contra Felip IV de Castella. La crida va mobilitzar el conjunt de la població catalana en defensa del seu territori i les seves institucions.
L'avanç victoriós de les tropes castellanes per Tortosa, Cambrils, Tarragona i Martorell generà una gran pressió sobre les institucions catalanes. La Junta de Braços i el Consell de Cent, davant la por d'una conquesta total i la pèrdua de les seves llibertats, van cedir a les pressions franceses. El 16 de gener de 1641, els Braços van acceptar la proposta de constituir la República Catalana sota la protecció de França, i el 17 de gener ho feu el Consell de Cent. Aquesta decisió va ser presa en un context d'extrema dificultat i va ser vista per molts com l'única manera de preservar les institucions catalanes davant l'amenaça castellana.
Tot i fruit de la pressió militar castellana i la necessitat de buscar aliats per fer front a l'amenaça, la proclamació de la República Catalana va ser un fet històric sense precedents. Catalunya es separava de la monarquia hispànica i es constituïa com un estat independent en forma de república, sota la protecció d'una potència estrangera.
Tanmateix, la República Catalana va tenir una vida molt curta. La pressió dels castellans, que s'acostaven a Barcelona, i les pròpies pretensions dels francesos, que volien controlar la política catalana, van portar Pau Claris a liquidar el projecte republicà. El 23 de gener de 1641, només uns dies després de la proclamació, Lluís XIII va ser proclamat Comte de Barcelona. Aquesta decisió va suposar un retorn a la monarquia, però en aquest cas sota la sobirania del rei de França.
Tres dies després, el 26 de gener de 1641, va tenir lloc la Batalla de Montjuïc, en la qual les forces catalanes, amb el suport de les tropes franceses, van derrotar estrepitosament les forces castellanes i van aturar l'atac a Barcelona. Aquesta victòria va consolidar el poder de la Generalitat i va permetre a Catalunya sobreviure en un context de guerra i conflicte.

### La mort
El dia 20 de febrer de 1641 entrava a Barcelona Philippe de La Mothe-Houdancourt, substitut de Du Plessis, amb poders de capità general de tots els exèrcits que lluitaven a Catalunya. Aquell mateix dia, Claris caigué greument malalt i l'endemà mateix rebia l'extremunció.
Pau Claris i Casademunt moria a 3 quarts de 12 de la nit del dia 27 de febrer del 1641. Malgrat que feia almenys un any que presentava problemes de salut, la teoria d'un possible emmetzinament circulà des del primer moment (carta del baró d'Espenan a Du Plessis) i modernes investigacions avalen aquesta possibilitat. Segons el catedràtic d'història moderna Antoni Simon i Tarrés, Claris va ser emmetzinat amb acqua di Napoli, un verí fet amb arsènic i herbes. El president de la Generalitat durant la Guerra dels Segadors, que havia decidit aliar-se amb França per fer fora les tropes castellanes de Catalunya, va morir amb terribles dolors, fatiga i paràlisis parcials que el van deixar sense parla. Que la seva sobtada desaparició estigués relacionada amb una metzina ho van deixar escrit els agents francesos en les seves cartes. A més, el diputat Francesc Tamarit en va descriure la mort, amb uns símptomes molt similars als que pot causar l'arsènic.
Claris fou dipositat al vas familiar de la capella del Sant Crist de l'església de Sant Joan de Jerusalem a Barcelona. Malauradament, el 1888, en el context de les reformes per l'Exposició Universal de Barcelona i d'una Catalunya subjugada per segles de dominació i de repressió de la pròpia història, l'església fou derruïda i les despulles es perderen per sempre.
| «            | … Mori jo, mori infamement i respiri i visqui l'afligida Catalunya!… | » |
| — Pau Claris |                                                                      |   |

## Honors

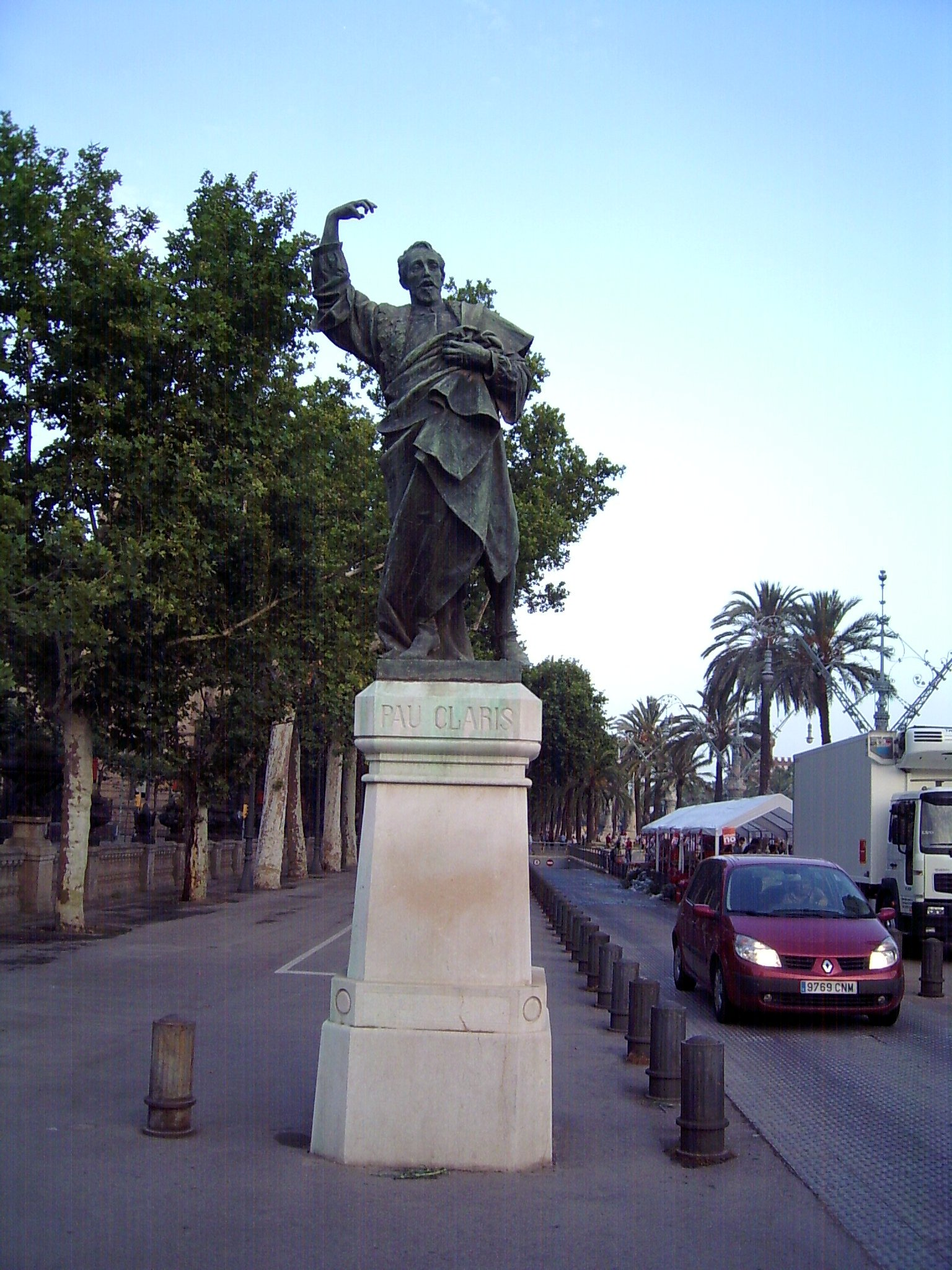
Monument a Pau Claris, de Rafael Atché i Ferré, al passeig de Lluís Companys, a Barcelona

El mateix any de la seva mort, Francesc Fontanella i Garraver publicà Panegírica alabança del molt Il·lustre i Reverend Doctor Pau Claris, Canonge de la Santa Església Catedral d'Urgell, Diputat Eclesiàstic del Principat de Catalunya. Un retrat seu forma part de la galeria de Catalans Il·lustres de l'Ajuntament de Barcelona.
A Barcelona, al barri de l'Eixample, i travessant-lo en direcció perpendicular al mar, hi ha el carrer de Pau Claris. Neix al carrer de Còrsega, a prop de l'avinguda Diagonal i arriba fins a la plaça Urquinaona. També, a Barcelona, se li han alçat diversos monuments, el més conegut dels quals és l'estàtua situada al final del passeig de Lluís Companys, obra de Rafael Atché i Ferré i que fou inaugurada el 1917, retirada i guardada durant la Guerra Civil Espanyola i recol·locada el 1977. Ja des dels primers moments i amb les interrupcions degudes a la guerra i a la posterior persecució política de la cultura catalana, el lloc ha esdevingut punt de trobada i commemoració de sensibilitats polítiques de caràcter independentista. Moltes altres poblacions de Catalunya li han dedicat carrers, places i li han expressat reconeixements.